# Theodor Tarnawski

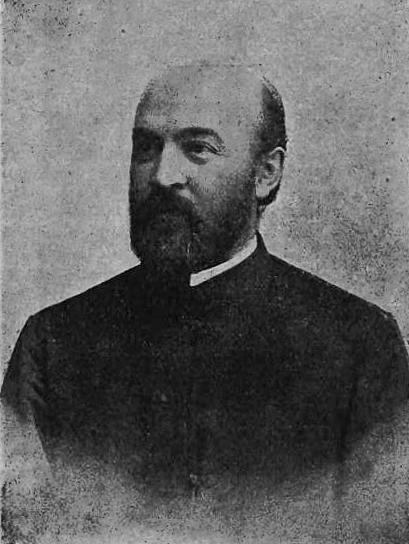
Theodor Tarnawski

Theodor Tarnawski (rumänische Schreibweise: Teodor Tarnavschi; * 16. August 1859 in Wiżnitz, Bukowina; † 14. Januar 1914 in Czernowitz) war ein griechisch-orthodoxer Theologe in der Bukowina. Er lehrte als Professor für Praktische Theologie an der Universität Czernowitz.

## Leben

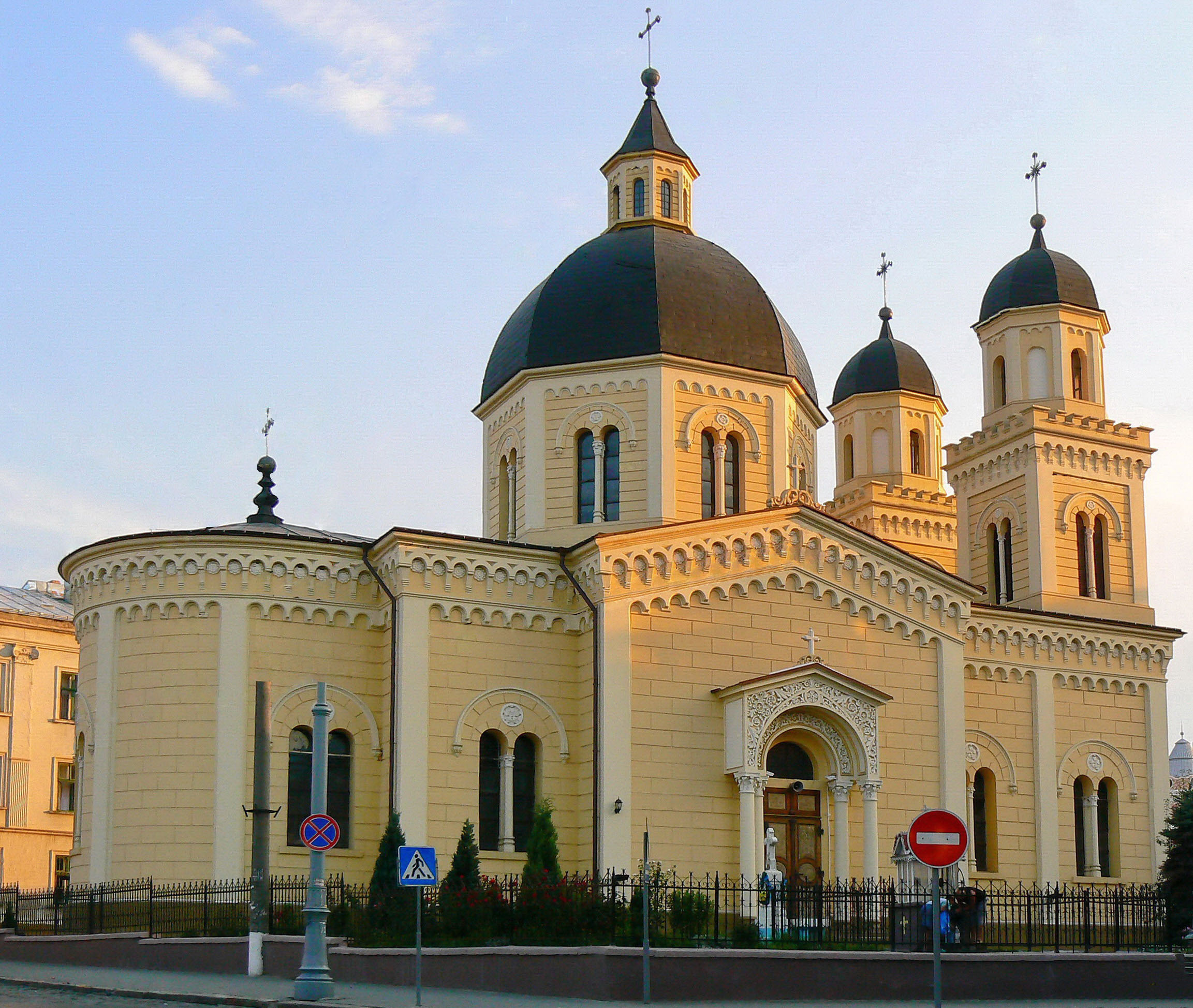
St. Paraschiva-Kirche

Als Sohn eines griechisch-orthodoxen Priesters besuchte Tarnawski das k.k. I. Staatsgymnasium Czernowitz. Ab 1878 studierte er Theologie an der griechisch-orthodoxen Fakultät der Franz-Josephs-Universität Czernowitz, an der Ludwig-Maximilians-Universität München und der Universität Wien. Ab 1884 war er Studienpräfekt am Priesterseminar in Czernowitz. 1885 wurde er an der FJU zum Dr. theol. promoviert. Er erhielt 1886 die Priesterweihe und wurde Pfarrvikar in Korytne (Wyschnyzja). 1892/93 wirkte er als solcher an der St. Paraschiva-Kirche in Czernowitz. 1893 habilitierte er sich für Praktische Theologie (byzantinische Liturgik). 1896 erhielt er ein Extraordinariat, 1897 einen Lehrstuhl für Praktische Theologie in rumänischer Sprache. 1898–1903 und 1910/11 war er Dekan der Theologischen Fakultät. 
Für das akademische Jahr 1904/05 wurde er zu Rektor gewählt. Zugleich fungierte er als Leiter der Fakultätsbibliothek. Bedeutend ist seine Bearbeitung der Liturgica Bisericii Ortodoxe, Cursuri Universitare von Basil Mitrofanowicz (1909). Nectarie Cotlarciuc überarbeitete und ergänzte sie 1929 ein weiteres Mal. Dieses Werk gilt als die beste Synthese der Liturgiewissenschaft für den Byzantinischen Ritus in der gesamten Orthodoxen Theologie. Tarnawski war 1896–1910  Schriftleiter der kirchlich-literarischen Zeitschrift Candela. Er veröffentlichte viele Beiträge zur Landeskunde der Bukowina und zu theologischen Fragen. Als Abgeordneter im Bukowiner Landtag machte er sich besonders um die Belange der rumänischen Volksgruppe in der Bukowina verdient. Ab 1894 war er Mitglied des Komitees der Vereinigung für rumänische Literatur und Kultur in der Bukowina. Er saß im Czernowitzer Landesschulrat und erhielt österreichische und rumänische Orden. Am 4. Februar 1911 nahm er als Dekan am Ball der Studentenverbindungen in Czernowitz im Festsaal des Deutschen Hauses teil.